# Jans (Francja)
Jans – miejscowość i gmina we Francji, w regionie Kraj Loary, w departamencie Loara Atlantycka.
Według danych na rok 2010 gminę zamieszkiwało 1098 osób, a gęstość zaludnienia wynosiła 32 osoby/km².